# Eric Brunner (epidemiologista)
Eric John Brunner (nascido em julho de 1953) é professor de epidemiologia social e biológica e saúde pública na University College London.